# Strikt positieve maat
In de maattheorie, een deelgebied van de wiskunde, is een strikt positieve maat intuïtief gesproken een maat die nergens nul is of die alleen nul is op een punt. Een maat is dan en slechts dan strikt positief als zijn drager de hele ruimte beslaat.